# Solaris (gwiazda)
Solaris (BD +14 4559) – gwiazda w gwiazdozbiorze Pegaza. Według pomiarów sondy Gaia opublikowanych w 2018 roku jest odległa od Słońca o 161 lat świetlnych. Obiega ją co najmniej jedna planeta pozasłoneczna.

## Charakterystyka obserwacyjna
Jest to gwiazda niewidoczna gołym okiem, jej obserwowana wielkość gwiazdowa to 9,66m. Jest jednak dostrzegalna przez niewielki teleskop optyczny, a w dobrych warunkach obserwacyjnych nawet przez lornetkę. Znajduje się na niebie pomiędzy najjaśniejszą gwiazdą Pegaza, Enif (Epsilon Pegasi) a gwiazdozbiorem Delfina, z Polski jest dobrze widoczna przez większą część roku, szczególnie w jesienne i zimowe wieczory.

## Charakterystyka fizyczna
Solaris to pomarańczowy karzeł, gwiazda mniejsza i chłodniejsza od Słońca; należy do typu widmowego K5. Ma temperaturę około 4884 K. Jej masa to 0,87 masy Słońca, a promień to 0,84 promienia Słońca.
W 2009 roku zespół astronomów Centrum Astronomii Uniwersytetu Mikołaja Kopernika w Toruniu pod kierunkiem Andrzeja Niedzielskiego odkrył krążącą wokół tej gwiazdy planetę BD +14°4559 b (Pirx); współodkrywcami byli Grzegorz Nowak, Monika Adamów i Aleksander Wolszczan. Planeta jest gazowym olbrzymem podobnym do Jowisza, który obiega swoją gwiazdę po ekscentrycznej orbicie w średniej odległości 0,77 au, podobnej do odległości Wenus od Słońca. Krąży w obrębie ekosfery układu. Istnieją przesłanki, że w układzie znajduje się także druga, dalsza planeta.

## Nazwa
Gwiazda ma nazwę własną Solaris, wywodzącą się z twórczości Stanisława Lema. W powieści pod tym tytułem, Solaris jest pokrytą oceanem planetą, wokół której obraca się akcja. Nazwa została wyłoniona w konkursie zorganizowanym w 2019 roku przez Międzynarodową Unię Astronomiczną w ramach stulecia istnienia tej organizacji. Prawo nazwania gwiazd i okrążających je planet zyskało sto państw. Uczestnicy z Polski mogli wybrać nazwę dla tej gwiazdy. Wybrane nazwy miały być powiązane tematycznie i związane z Polską. Spośród nadesłanych propozycji zostało wybranych siedem par nazw (dla gwiazdy i planety), z których w głosowaniu internetowym najwięcej głosów otrzymały Geralt i Ciri, imiona postaci z twórczości Andrzeja Sapkowskiego, ale Międzynarodowa Unia Astronomiczna przyjęła parę, która otrzymała drugi z kolei wynik – Solaris i Pirx, gdyż Geralt i Ciri jako postaci z serii gier komputerowych Wiedźmin są znakami towarowymi. Kolejne miejsca w plebiscycie zajęły: Swarog i Weles, Jantar i Wolin, Piast i Lech, Polon i Rad, Twardowski i Boruta.